# Fascination (álbum)
Fascination es el cuarto álbum de estudio de la banda estadounidense de bluegrass, The Greencards. Es el primer disco de la banda en publicarse a través de la discográfica Sugar Hill Records. Lanzado el 21 de abril de 2009, tiene elementos de bluegras, rock y blues. Carol Young lo describió diciendo que tiene su propio sonido, resultante de años de tocar juntos. La canción, "The Crystal Merchant", recibió una nominación a la mejor actuación country instrumental en los premios Grammy.

## Lista de canciones
1. "Fascination" (Carol Young, Jake Stargel, Kym Warner, Eamon McLoughlin)
2. "Outskirts Of Blue" (Kym Warner, Robbie Gjersoe)
3. "The Avenue" (Carol Young)
4. "Chico Calling" (Carol Young, Jedd Hughes)
5. "Three Four Time" (Bill Whitbeck, Carol Young, Kym Warner)
6. "Davey Jones" (Gordie Sampson, Michael Logen)
7. "Little Siam" (Kym Warner, Jake Stargel)
8. "Water In The Well" (Kym Warner, Bill Whitbeck)
9. "Into The Blue" (Carol Young, Kym Warner, Jedd Hughes)
10. "Rivertown" (Kym Warner, Carol Young)
11. "The Crystal Merchant" (Kym Warner, Todd Lombardo)
12. "Lover I Love The Best" (Carol Young)